# Elena Obraztsova
Elena Vasiliyevna Obraztsova (Leningrado, 7 de Julho de 1939 - Leipzig, 12 de janeiro de 2015) foi uma cantora lírica (mezzo-soprano) russa.

## Biografia
Quando criança, Obraztsova viveu em Leningrado durante a Segunda Guerra Mundial. Obraztsova estudou música na escola Tchaikovsky e participou frequentemente em concertos do Teatro Taganrog. Em 1957 e 1958 Obraztsova estudou em Rostov. Em Agosto de 1958 Obraztsova passou em um exame e tornou-se estudante do Conservatório de Leningrado. Em 1963 ela foi convidada para participar de uma produção de Boris Gudonov no Teatro Bolshoi. Ela interpretou muitos papéis, incluindo performances sob as batutas de Claudio Abbado e Herbert von Karajan. Em dezembro de 1977 ela abriu a temporada de Don Carlo no La Scala. Em 1978 ela interpretou Carmen (Bizet) ao lado de Plácido Domingo em uma ópera televisionada de Franco Zeffirelli.
Em junho de 2007, foi apontada como diretora artística da ópera em Mikhayvsky em São Petesburgo.